# Komitat Klausenburg
Das Komitat Kolozs, auch Komitat Klausenburg genannt (ungarisch Kolozs vármegye, rumänisch Comitatul Cluj, lateinisch comitatus Kolosiensis), war eine Verwaltungseinheit im Osten des Königreichs Ungarn. Verwaltungssitz war Kolozsvár (Klausenburg).
Heute liegt das Gebiet im nordwestlichen Siebenbürgen in Rumänien.

## Geographie

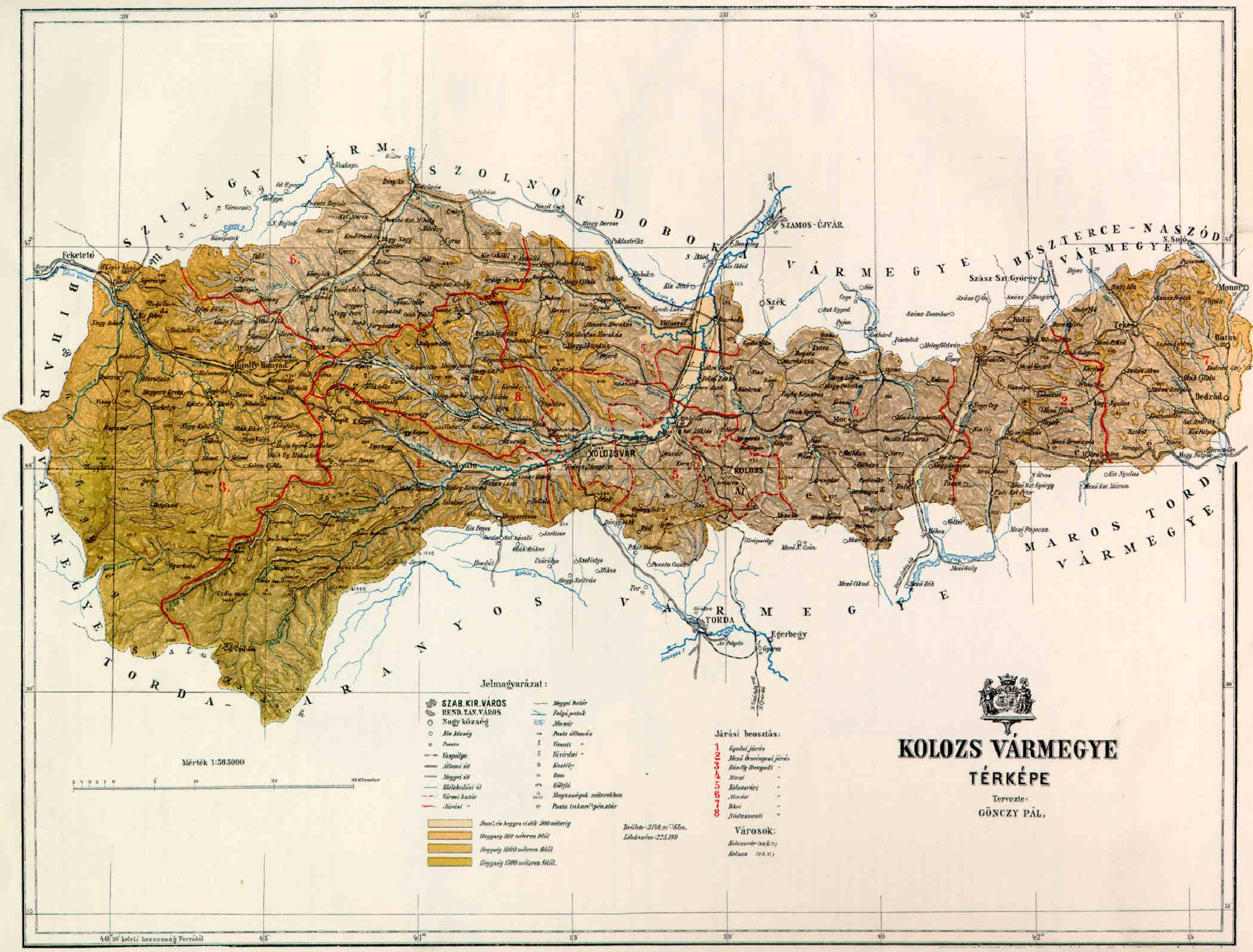
Karte des Komitats Klausenburg um 1890

Es grenzte im Norden an die Komitate Szilágy, Szolnok-Doboka und Bistritz-Naszod (Beszterce-Naszód) (vor der Komitatsreform 1876 an die Komitate Kraszna und Doboka), im Osten an Bistritz-Naszod und Maros-Torda (vor 1876 an das Komitat Torda), im Süden an Maros-Torda und Torda-Aranyos (vor 1876 an das Komitat Torda) und im Westen an das Komitat Bihar (vor 1876 an die Komitate Kraszna und Bihar).
Das gesamte Komitat war durch seine Lage in den Karpaten sehr gebirgig, im Inneren gibt es nur holzloses Heideland, das aber mit Ausnahme des Nordwestens fruchtbar ist. Durch das Komitat floss der Somesch (heute rumänisch Someș) und die Schnelle Kreisch (heute rumänisch Crișul Repede).

## Geschichte
Das Komitat Klausenburg entstand um das Jahr 1000 und wurde nach der türkischen Besetzung Ungarns Teil des Fürstentums Siebenbürgen.
Nach dem Ende des Ersten Weltkriegs kam das Gebiet infolge des Vertrags von Trianon 1920 zu Rumänien und liegt nach mehreren Gebietsreformen bis auf kleine Teile im Nordwesten (Kreis Sălaj), Nordosten (Kreis Bistrița-Năsăud) und Südosten (Kreis Mureș) im Kreis Cluj.

## Bezirksunterteilung

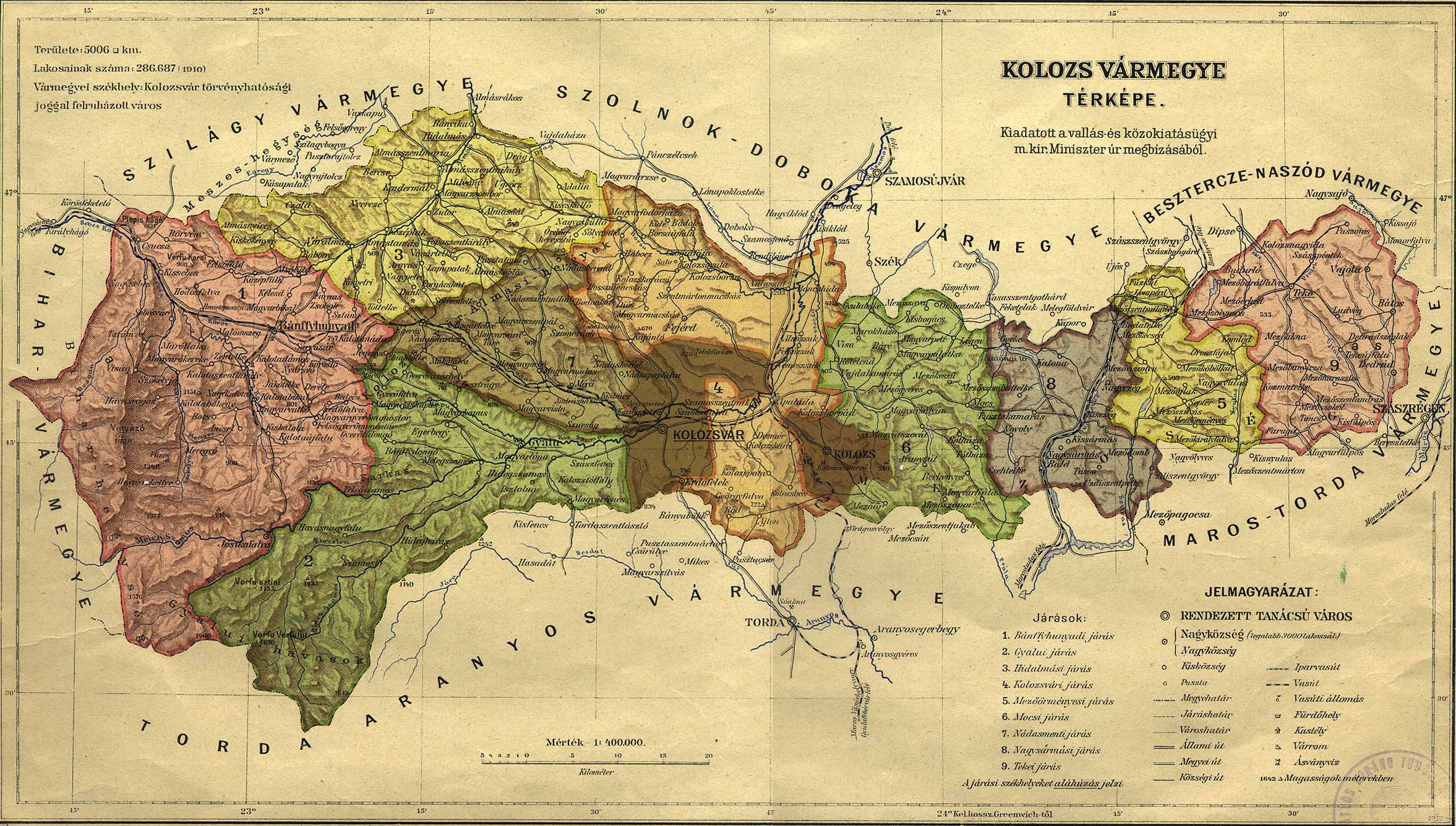
Administrative Karte

Das Komitat bestand im frühen 20. Jahrhundert aus folgenden Stuhlbezirken (nach dem Namen des Verwaltungssitzes benannt):
| Stuhlbezirke (járások)                  | Stuhlbezirke (járások)       |
| Stuhlbezirk                             | Verwaltungssitz              |
| --------------------------------------- | ---------------------------- |
| Bánffyhunyad                            | Bánffyhunyad, heute Huedin   |
| Gyalu                                   | Gyalu, heute Gilău           |
| Hídalmás                                | Hídalmás, heute Hida         |
| Kolozsvár                               | Kolozsvár, heute Cluj-Napoca |
| Mezőörményes                            | Mezőörményes, heute Urmeniș  |
| Mocs                                    | Mocs, heute Mociu            |
| Nádasmente                              | Kolozsvár, heute Cluj-Napoca |
| Nagysármás                              | Nagysármás, heute Sărmașu    |
| Teke                                    | Teke, heute Teaca            |
| Stadtkreis (törvényhatósági jogú város) |                              |
| Kolozsvár, heute Cluj-Napoca            |                              |
| Stadtbezirk (rendezett tanácsú város)   |                              |
| Kolozs, heute Cojocna                   |                              |

Alle Orte liegen im heutigen Rumänien.